# Ordre du Mérite combattant
L’ordre du Mérite combattant, créé par décret en date du 14 septembre 1953 en France, était destiné à récompenser les personnes s'étant distinguées par leurs compétences et leur dévouement dans la gestion des intérêts moraux et matériels des anciens combattants et victimes de guerre.
Comportant trois classes : chevalier, officier et commandeur, l'Ordre était administré par le ministre des Anciens Combattants, assisté d'un Conseil de l'Ordre, dont les membres étaient tous commandeurs de droit.

## Histoire
L'ordre du Mérite combattant a été créé par le ministère des anciens combattants et victime de la guerre le 14 septembre 1953 à la suite du décret no 53-829. Celui-ci à pour but de récompenser les personnes qui se sont distinguées par leurs compétences, leur activité et leur dévouement dans le soutien, la défense et la gestion des intérêts moraux et matériels des anciens combattants et victimes de la guerre.
À la suite du décret no 63-1196 du 3 décembre 1963 portant création de l'ordre national du Mérite, l'ordre du Mérite combattant est dissous, cependant les titulaires des grades de l'ordre continuent à jouir des prérogatives qui y sont attachées.

## Nomination
Pour pouvoir être reçu dans l'ordre du Mérite combattant, il faut être âgé de quarante ans et de jouir de ses droits et de justifier de quinze années de services rendus aux anciens combattants et victime de la guerre.
Les anciens combattants et victimes de la guerre étrangers peuvent également être admis dans l'ordre si ceux-ci ont combattu aux côtés de la France durant les guerres 1914-1918 et 1940-1945 ; a contrario, les étrangers ne sont pas soumis aux restrictions.
Chaque nomination est rendue publique par un décret publié dans le Bulletin officiel des décorations, médailles et récompenses.
elle peut aussi etre remise " ex officio " pour des fonctions tels que ministre des anciens combattants

## Conseil de l'ordre
Le conseil de l'ordre est composé du ministre des anciens combattants et victimes de la guerre, un membre du conseil de la Légion d'honneur, le directeur du cabinet du ministre des anciens combattants et victimes de la guerre, le directeur de l'administration général du ministère des anciens combattants et victimes de la guerre, cinq membres (dont obligatoirement une veuve de guerre) pris parmi les dirigeants des associations d'anciens combattants et victimes de la guerre, le chef du bureau du cabinet, assisté d'un fonctionnaire du bureau des décorations.
Les membres du conseil de l'ordre sont nommés commandeurs de droit . Les membres du conseil sont nommés pour quatre ans.

## Grades

Chevalier
Officier
Commandeur

## Apparence
La croix du Mérite combattant est formée de cinq croisillons à trois faces et d'une étoile à dix branches. Les cinq branches de l'étoile sont émaillées vert et posent sur la face centrale de chaque croisillon, les cinq branches courtes s'inscrivent entre les croisillons.
À l'avers se trouve une tête de République avec, en exergue « République française, Mérite combattant » Au revers se trouvent deux mains unies sur un glaive avec, en exergue « Honneur et dévouement ».
Le ruban fait 37 mm de large et est vert foncé avec des raies jaune or de 2 mm en diagonale et est espacé de 11 mm.
La croix de chevalier est de 40 mm de diamètre en argent. Celle d'officier est dorée et son ruban comporte une rosette, pour finir celle de commandeur est de 56 mm de diamètre et est dorée et suspendue à la cravate.